# Haus am Horn
Haus am Horn là một nhà ở gia đình được thiết kế bởi Georg Muche tại Weimar, Đức. Nó được xây dựng cho triển lãm công trình Bauhaus kéo dài từ tháng 7 đến tháng 9 năm 1923. Đây là tòa nhà đầu tiên dựa trên các nguyên tắc thiết kế Bauhaus, đã cách mạng hóa tư duy và thực hành kiến trúc, thẩm mỹ của thế kỷ 20. Để phù hợp với triết lý giảng dạy Bauhaus thông qua kinh nghiệm thực tế và làm việc với ngành công nghiệp, một số sinh viên đã tham gia vào dự án xây dựng.
Năm 1996, tòa nhà được UNESCO công nhận là Di sản thế giới như là một phần của cái tên như hiện tại "Bauhaus và các địa điểm của nó ở Weimar, Dessau và Bernau".

## Mô tả
Nó là một thiết kế hình khối đơn giản với mái bằng, sử dụng thép và bê tông trong xây dựng của nó.Tiết kiệm năng lượng được cân nhắc vì tình trạng thiếu hụt nhiên liệu trong Chiến tranh thế giới lần thứ nhất vẫn còn là một điều mới mẻ trong tâm trí mọi người. Cốt lõi của căn nhà chính là dãy cửa sổ nốc vòm, có các phòng khác xung quanh nó. Chỉ có hốc tường làm việc ở phòng khách là có bức tường hướng thẳng ra bên ngoài. Tầng hầm là nơi có các tiện ích như giặt quần áo và phơi đồ. Các bức tường có ba lớp: một bức tường bê tông bên ngoài; lớp cách nhiệt làm bằng vật liệu dựa trên than bùn được gọi là 'Torfoleum'; và lớp lót tường bên trong. Các cửa sổ lớn hơn ở phía nam và phía tây trong khi mặt phía bắc hầu như không có cửa sổ.
Ngôi nhà có bốn phòng ngủ, được mô tả là các phòng dành cho quý bà, quý ông, trẻ em và phòng dành cho khách. Nó cũng có nhà bếp, tủ đựng thức ăn, phòng ăn riêng biệt, phòng khách với không gian làm việc, nhà vệ sinh và phòng tắm riêng biệt. Nó có hệ thống sưởi bằng than ở trung tâm và lò xử lý phế thải chạy bằng khí đốt trong phòng tắm, cùng một bếp ga. Các đường ống sưởi và thông gió được lắp ở các góc của phòng khách.
Ngôi nhà được xây dựng cách xa khuôn viên chính của Bauhaus tại 61 am Horn, một con phố gồm những biệt thự của giới thượng lưu mang kiến trúc lịch sử Đức Gründerzeit thế kỷ 19. Khu đất trước đây được sử dụng làm vườn rau để cung cấp trái cây và rau cho căng-tin Bauhaus. Tất cả đồ nội thất và trang thiết bị phụ đều được làm trong các xưởng Bauhaus. László Moholy-Nagy đã thiết kế đèn được sản xuất tại xưởng kim khí Bauhaus. Marcel Breuer lúc đó vẫn đang là sinh viên đã thiết kế đồ nội thất, bao gồm cả tủ âm tường. Alma Siedhoff-Buscher thiết kế đồ nội thất và đồ chơi cho phòng trẻ em. Nhà bếp được thiết kế bởi Benita Koch-Otte và được xây dựng bởi Erich Brendel (1898-1987). Đó là nguồn cảm hứng cho Nhà bếp Frankfurt được thiết kế bởi Margarete Schütte-Lihotzky vào năm 1926. Theodor Bogler thiết kế đồ gốm phòng bếp được dán nhãn để cho biết công dụng của mỗi đồ vật. Koch-Otte cũng thiết kế và dệt thảm cho phòng trẻ em. Alfred Arndt và Josef Maltan (1902-1975) đã lập kế hoạch phối màu nội thất một cách bí mật, được tái khám phá trong quá trình trùng tu được thực hiện vào năm 1998-99. Họ sử dụng màu xanh lá-vàng cho phòng khách và màu sáng cho các phòng ở phía ít sử dụng của ngôi nhà.
Kể từ tháng 8 năm 2017, tòa nhà đã thuộc sở hữu của Tổ chức Weimar cổ điển (Klassik Stiftung Weimar). Để chuẩn bị cho lễ kỷ niệm 100 năm Bauhaus năm 2019, ngôi nhà đã được đóng cửa để đại trùng tu vào năm 2018-19 với chi phí 838.000 Euro. Nó mở cửa trở lại vào ngày 18 tháng 5 năm 2019, kỷ niệm 136 năm ngày sinh của Walter Gropius.

## Đón nhận
Đã có rất nhiều người quan tâm đến ngôi nhà trong suốt cuộc triển lãm và rất nhiều người đã đến thăm nó. Cư dân địa phương đã đặt cho nó biệt danh là "die Kaffeemühle" (máy xay cà phê) vì hình dạng vuông vắn và mái che giống như một chiếc máy xay cà phê điển hình đầu thế kỷ 20. Giới truyền thông dao động giữa một bên là sự ngưỡng mộ đồng tình và chủ yếu hơn là không chấp nhận công khai.
Mặc dù có nhiều ý kiến trái chiều về ngôi nhà nhưng mặt hàng được ưa chuộng nhất vẫn là đồ chơi và tủ đồ chơi đa năng trong phòng trẻ em do Siedhoff-Buscher thiết kế. Điều này khiến hiệu trưởng Bauhaus Walter Gropius không hài lòng, vì ông cho rằng ngôi trường nổi tiếng chỉ vì thiết kế các sản phẩm cho trẻ em sẽ làm giảm danh tiếng.
Tuy vậy, kiến trúc sư Ludwig Mies van der Rohe và Le Corbusier bày tỏ sự ngưỡng mộ đối với thiết kế, trong khi những người theo chủ nghĩa truyền thống như Paul Schultze-Naumburg lại chỉ trích.